# 京都民医連あすかい病院
京都府民医連あすかい病院(きょうとみんいれんあすかいびょういいん)は、公益社団法人信和会が京都府京都市左京区に設置する病院。

## 概要
(この節の出典)
1937年、初代院長安井信雄医師が「安井病院」を開設。「命は平等」を信条に戦後の困窮した地域で医療活動を行う。1997年には「京都民医連第二中央病院」名称変更。円町にある「公益社団法人京都保健会京都民医連中央病院」と連携し地域医療を行う。2011年に242床の病床のうち70床を分離し介護老人保健施設「茶山のさと」開設。2018年12月には病院南館のリニューアルが完成、北館もあわせて「緩和ケア病棟」「地域包括ケア病棟」「回復期リハビリ病棟」「急性期病棟」の4つの病棟(計172床)が稼働。
2019年4月1日、「京都民医連あすかい病院」と名称変更した。
救急告示病院(京都市二次病院群輪番)であり、2019年度救急車搬入数は534台。
全日本民主医療機関連合会（民医連）に加盟している。

## 診療科
(この節の出典)
- 内科
- 心療内科
- 呼吸器内科
- 消化器内科
- 循環器内科
- 腎臓内科
- 糖尿病内科
- アレルギー科
- リウマチ科
- 精神科
- 神経内科
- 外科
- 整形外科
- こう門科
- 婦人科
- 眼科
- 皮膚科
- 泌尿器科
- リハビリテーション科
- 放射線科

## 医療機関の認定
(この節の出典)
- 保険医療機関
- 労災保険指定医療機関
- 臨床研修病院
- 指定自立支援医療機関（更生医療）
- 指定自立支援医療機関（精神通院医療）
- 身体障害者福祉法指定医の配置されている医療機関
- 特定疾患治療研究事業指定医療機関
- 精神保健指定医の配置されている医療機関
- 生活保護法指定医療機関
- 在宅療養支援病院
- 結核指定医療機関
- 小児慢性特定疾患治療研究事業指定医療機関
- 無料低額診療事業実施医療機関
- 原子爆弾被害者一般疾病医療取扱医療機関
- 公害医療機関

## 差額ベッド代について
病院の理念により、差額ベッド料（個室料）を徴収していない。

## 周辺施設
- 京都中央信用金庫百万遍支店
- 京都百万遍郵便局
- 京都大学

## 交通アクセス
- JR京都駅烏丸正面口から　京都市営バス206系統「高野、北大路バスターミナルまわり」乗車40分「飛鳥井町」下車徒歩3分
- 阪急京都本線「京都河原町駅」（徒歩3分）市バス3系統「北白川仕伏町行」乗車20分「飛鳥井町」下車徒歩3分
- 京阪本線「出町柳駅」から徒歩15分
- 叡山電鉄叡山本線「元田中駅」から徒歩5分